# Marco Del Freo
Marco Del Freo (Pescia, 30 giugno 1964) è un cantautore e attore italiano.

## Biografia
Nel 1988 a 24 anni ha vinto il Festival di Viña del Mar (Cile) con il brano Senza te di Maurizio Piccoli e Gino Mescoli.
Nel 1995 ha partecipato a Sanremo Giovani condotto da Pippo Baudo con il brano Resta Cum'me.
Nel 1996 è stato chiamato a far parte del cast del varietà televisivo di Rai 1 Mille lire al mese condotto da Pippo Baudo e Giancarlo Magalli (regia di Michele Guardì) e ha partecipato a Viva Napoli (Canale 5) condotto da Mike Bongiorno e Massimo Lopez. Altre sue presenze televisive sono state in Numero uno su Rai 1, La canzone del secolo su Canale 5 dove si è piazzato secondo, Girofestival della canzone italiana (Raitre) nel 1998, nel 1999 e nel 2001.
Nel 2002 ha scritto con David Marchetti Doppiamente fragili, il brano con il quale Anna Tatangelo si è imposta al grande pubblico vincendo la sezione giovani al Festival della Canzone italiana di Sanremo 2002.
Sempre nel 2002 ha cantato in occasione della Giornata mondiale della gioventù che si è tenuta a Toronto in concomitanza alla visita in Canada di Papa Giovanni Paolo II, dove ha interpretato insieme a Lisa, Beppe Cantarelli e Anna Tatangelo, la sigla di chiusura della manifestazione, trasmessa in Italia da Rai 1.
Nel 2004 ha vinto il concorso la Gondola d'oro in qualità di autore con il brano Basta poco molto niente svoltosi a Venezia
Nel 2014 ha pubblicato il singolo Volerai  (inciso anche nella versione spagnola con il titolo Volaras, il cui testo è firmato da Oscar Peña) e You Can't Understand, brano presente nella colonna sonora del film I Wanna Be the Testimonial, regia di Dado Martino.
Nel 2014 è ritornato in teatro in Prova a dirmelo, lavoro scritto e diretto da Dado Martino.
Nel maggio 2015 è uscito il mini-album 9 vite che prende il nome dal brano principale.
Nel dicembre 2016 ha pubblicato il singolo Dagli occhi all'anima (con Massimo Guidi).

## Discografia

### Album in studio
- 1988 – Profumo di donna
- 1988 – Sin ti (Cbs-Cile)
- 1999 – White Christmas 1999
- 2015 – 9 vite
- 2018 – Un Natale da sogno

### Singoli
- 1988 – Senza Te – Annie
- 1996 – Notti che vorrei
- 1997 – Ci vorrebbe Totò
- 1999 – Soffrirò
- 1999 – Amici veri (con Bobby Solo)
- 2001 – Le mie chiavi
- 2014 – Volerai
- 2014 – Voleras
- 2014 – You can't understand
- 2015 – 9 Vite
- 2016 – Dagli occhi all'anima ( con Massimo Guidi)

### Brani scritti per altri
- 2002 – Doppiamente fragili (Anna Tatangelo) ,  brano vincitore del festival della canzone italiana di Sanremo 2002 – sez. nuove proposte
- 2015 – Bad Guys (Badboy feat La wanda Gastica) EDIT MUSIC DJ
- 2020 – Un Bacio per Natale (Camille Cabaltera) M&M – D&G Label / Artist First

## Televisione
- 1996 – Mille lire al mese – Raiuno
- 1996 – Numero Uno – Raiuno
- 2002 – In famiglia – Raidue
- 1996 – Viva Napoli – Canale 5 ( 2º classificato)
- 1999 – La canzone del secolo – Canale 5 (2º classificato)
- 1999 – A voice for Europe – TMC
- 2002 – Maurizio Costanzo Show – Canale 5

## Libri
- Marco Del Freo, Il discount del canto, dicembre 2016, ISBN 978-1520139470.

## Cinema
- I Wanna Be the Testimonial, regia di Davide Tafuni (2014) – colonna sonora e cameo

## Teatro
- Prova a dirmelo, scritto e diretto da Dado Martino (2014) – con Jalisse, Dado Martino, Marco Del Freo, Giulia Romolini e Alberto Maione; musiche originali di Marco Del Freo, Jalisse, Simone Del Freo, Agostino Gabrielli, Philippe Leon.